# Alexander Wiktorowitsch Loginow
Alexander Wiktorowitsch Loginow (russisch Александр Викторович Логинов; * 31. Januar 1992 in Saratow) ist ein russischer Biathlet. Sein größter Erfolg ist der Weltmeistertitel 2020 im Sprint. Mit der Mixed-Staffel und mit der Männerstaffel gewann er bei den Olympischen Winterspielen 2022 jeweils eine Bronzemedaille.

## Sportliche Laufbahn

### Titel im Juniorenbereich und Weltcupdebüt (bis 2014)
Loginow wurde 2009 in die russische Nationalmannschaft aufgenommen und feierte in den folgenden Jahren internationale Erfolge im Nachwuchsbereich. 2010 und 2011 wurde er mit der Staffel zweimaliger Jugendweltmeister; bei den Juniorenweltmeisterschaften 2013 in Obertilliach gewann er die Titel im Sprint und im 15-Kilometer-Einzelrennen. Im Sprint setzte er sich mit 4,9 Sekunden Vorsprung auf den gut ein Jahr jüngeren Johannes Thingnes Bø durch. Bei den Juniorenrennen der Europameisterschaften 2012 und 2013 holte Loginow fünf Einzel-Goldmedaillen.
Zum Ende der Saison 2011/12 wurde Loginow am 8. März 2012 in Altenberg erstmals für den IBU-Cup nominiert. Mit einem vierten Rang im Einzel und zwei zweiten Plätzen im Sprint sowie in der Verfolgung gewann er dort in seinen ersten Rennen zahlreiche Punkte. Am 28. Februar 2013 debütierte er beim Sprint in Oslo im Weltcup und belegte auf Anhieb den fünften Platz. Im Verfolgungsrennen zwei Tage später sicherte er sich mit dem dritten Rang seine erste Podiumsplatzierung. Beim vorletzten Weltcup der Saison erkämpfte er sich mit der russischen Staffel vor heimischem Publikum in Sotschi seinen ersten Tageserfolg, dieser wurde durch ein Dopingvergehen Jewgeni Ustjugows allerdings nachträglich aberkannt. Im Winter 2013/14 wurde Loginow durchgängig im Weltcup eingesetzt, wo er sich zwei weitere Male unter den ersten drei Sportlern eines Einzelwettkampfs platzierte. Außerdem war er Teil des russischen Olympiateams für die Winterspiele in Sotschi, bei denen er einen Einsatz im Einzel erhielt.

### Dopingsperre und Rückkehr in den Weltcup (2014 bis 2018)
Am 27. November 2014 gab der russische Biathlonverband die Suspendierung Loginows aufgrund Dopings bekannt. In einer im November 2013 entnommenen Probe wurde bei einem späteren Test durch neuere Testmethoden die verbotene Substanz EPO festgestellt. Er verzichtete auf die Öffnung der B-Probe. Von der IBU wurde er für zwei Jahre gesperrt. Seine Ergebnisse aus der Saison 2013/14 wurden ihm nachträglich aberkannt.
Nach dem Auslaufen seiner Sperre 2016 rückte Loginow sofort wieder ins Nationalteam auf. Seine ersten wichtigen Wettbewerbe bestritt er bei den Biathlon-Europameisterschaften 2017 in Duszniki-Zdrój. Dort gewann er die Titel im Einzel, der Verfolgung und mit der Mixed-Staffel; im Sprintrennen musste er sich einzig Wladimir Iliew geschlagen geben. Kurz darauf kehrte er bei den Weltmeisterschaften in Hochfilzen wieder auf die höchste Wettbewerbsebene des Sports zurück und gewann mit der russischen Mixed-Staffel die Bronzemedaille, wobei es nach dem Wettbewerb zu einem Konflikt des Teams mit dem Franzosen Martin Fourcade kam.
In der folgenden Saison wurde Loginow wieder regelmäßig im Weltcup eingesetzt, allerdings durfte er nicht bei den Olympischen Spielen in Pyeongchang starten und nahm daher im Februar wieder an den Europameisterschaften in Ridnaun teil, bei denen er seinen Titel in der Verfolgung verteidigen konnte und zwei weitere Silbermedaillen gewann. Danach startete er wieder im IBU-Cup und holte dort mehrere Siege.

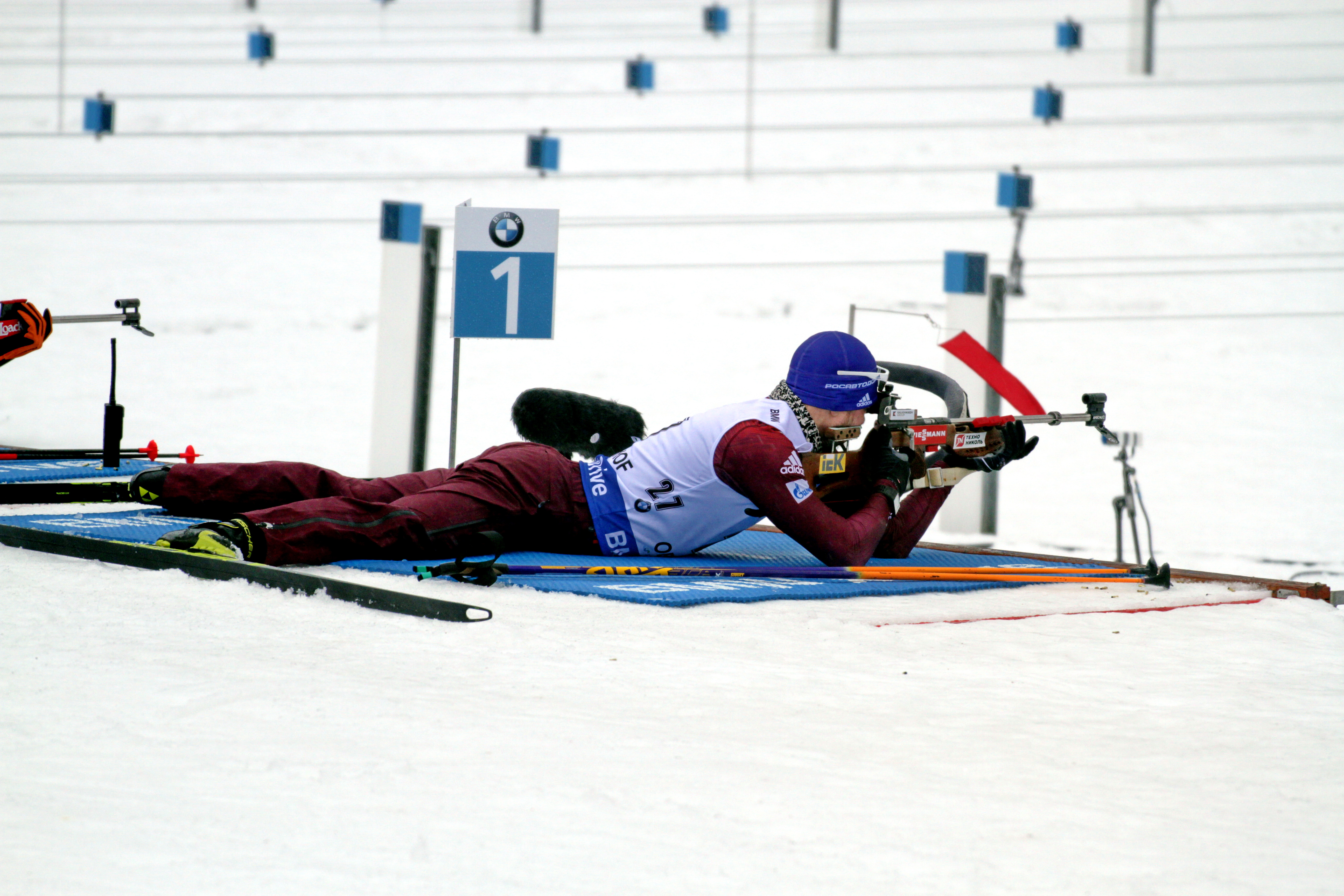
Loginow beim Liegendschießen, 2018 in Oberhof

### Weltcupsiege und Weltmeistertitel (2018 bis 2022)
2018/19 zählte Loginow zu den stärksten Athleten im Weltcup und belegte am Ende der Saison den zweiten Rang in der Gesamtwertung – mit deutlichem Rückstand auf Johannes Thingnes Bø, der 16 von 25 Weltcuprennen für sich entschied. Während des Winters siegte Loginow zum ersten Mal in seiner Karriere in einen Einzelwettkampf im Weltcup. Am 11. Januar 2019 gewann er den Sprint von Oberhof mit einer fehlerfreien Schießleistung und 25,2 Sekunden Vorsprung auf Bø. Zwei Tage später lief er auch als Schlussläufer der russischen Staffel als Erster über die Ziellinie. Bei den Weltmeisterschaften 2019 in Östersund sicherte sich Loginow hinter Bø die Silbermedaille im Sprint und zudem die Bronzemedaille mit der Männerstaffel. Im abschließenden Massenstart verpasste er als Vierter eine weitere Medaille um wenige Sekunden.
Loginow wurde am 15. Februar 2020 Weltmeister im Sprint: Bei der WM in Antholz schlug er Quentin Fillon Maillet um 6,5 Sekunden. In der Verfolgung tags darauf lag er bis zum letzten Schießen in Führung, fiel dann durch einen Schießfehler hinter Émilien Jacquelin und Johannes Thingnes Bø zurück und gewann die Bronzemedaille. Am abschließenden Massenstartrennen der Herren nahm Loginow nicht teil, nachdem die italienische Polizei ihn zuvor im Zusammenhang mit Dopingvorwürfen vernommen und in der Nacht zuvor im Hotel aufgesucht hatte. Sein Trainer gab an, Loginow sei unter diesen Umständen psychologisch nicht in der Lage, einen Wettkampf zu bestreiten. Am Ende des Winters belegte er im Gesamtweltcup den siebten Rang und war damit wie im Vorwinter der bestplatzierte Russe.
In den Saisons 2020/21 und 2021/22 erreichte Loginow jeweils den 17. Rang im Gesamtweltcup. Im Vergleich zum Winter 2019/20 verschlechterte sich seine durchschnittliche Trefferquote im Stehendschießen um mehrere Prozentpunkte (von 83 % auf 71 %). Dennoch feierte Loginow weitere Weltcupsiege: Am 22. Januar 2021 blieb er beim Einzel in Antholz als einer von vier Athleten fehlerfrei und gewann den Wettbewerb mit 58,5 Sekunden Vorsprung auf Sturla Holm Lægreid. Etwa ein Jahr später entschied er den Sprint in Oberhof trotz eines Schießfehlers vor Émilien Jacquelin für sich. Hinzu kamen zwei Weltcupsiege und weitere Podestplätze mit Staffeln, so auch bei den Olympischen Winterspielen 2022 in Peking, wo Loginow sowohl mit der Mixed-Staffel als auch mit der Männerstaffel eine Bronzemedaille gewann.

### Starts auf nationaler Ebene (seit 2022)
Nach dem russischen Überfall auf die Ukraine am 24. Februar 2022 wurden russische und belarussische Biathleten von der Teilnahme am Weltcup ausgeschlossen. Stattdessen sollten die Sportler beider Nationen in der Folge im Commonwealth Cup antreten, den der russische und der belarussische Verband als Reaktion auf die Suspendierung einführten. Loginow bestritt im Winter 2022/23 – nach Angabe seiner Trainer aus gesundheitlichen Gründen wie Problemen mit dem Blutdruck – nur wenige Wettkämpfe. Er beendete seine Saison vorzeitig und verzichtete auf einen Start bei den russischen Meisterschaften. In der Saison 2023/24 erreichte Loginow unter anderem einen zweiten Platz im Massenstart beim Commonwealth Cup in Ufa. Hinter Iwan Kolotow gewann er die Silbermedaille in der Verfolgung bei den russischen Meisterschaften in Tjumen. In der Staffel wurde er zusammen mit Wadim Istamgulow, Alexander Powarnizyn und Jewgeni Garanitschew nationaler Meister. Im August 2024 brach sich Loginow im Training auf Rollskiern den Arm, stand aber bereits im November wieder auf dem Podest im russischen Pokal. In Abwesenheit mehrerer starker Konkurrenten wie Eduard Latypow wurde Loginow im Dezember russischer Meister im Einzelrennen, zum Saisonende entschied er außerdem ein Rennen im Commonwealth Cup für sich.

## Persönliches und Einschätzungen
Alexander Loginow ist Sohn einer Lehrerin und eines Baumeisters. Er hat eine Schwester, die zwischenzeitlich ebenfalls als Biathletin aktiv war. In seiner Kindheit trainierte Loginow Karate und Fußball, zudem entdeckte er das Angeln als Hobby. Er studierte an der Staatlichen Agraruniversität in seiner Heimatstadt Saratow. 2014 zog er wegen besserer Trainingsbedingungen nach Sibirien in die Oblast Tjumen. Sein persönlicher Sponsor ist Sergei Kolesnikow, Gründer der Baustofffirma TechnoNICOL. Während der Saison 2020/21 starb Loginows Vater, was der Athlet als starken Einschnitt beschrieb. Kurze Zeit später gewann er in Oberhof mit der Mixed-Staffel ein Weltcuprennen. Der russische Männer-Cheftrainer Juri Kaminski würdigte Loginows Einsatz, der wegen des Todesfalls wenig Zeit für die Weltcupvorbereitung hatte.
Von 2014 bis 2016 war Loginow in erster Ehe mit einer russischen Biathletin verheiratet. Mit seiner zweiten Frau, der ukrainischen Biathletin Maryja Krutschowa, hat er eine Tochter (* 2019).
Loginow gilt als verschlossener Athlet, der selten Interviews gibt. Deutschsprachige Medien bescheinigten ihm, er wirke „stoisch, um nicht zu sagen kalt“, zeige nur selten Emotionen und verschanze sich – bezogen auf Dopingvorwürfe – hinter einer „Mauer des Schweigens“. Mehrere seiner Konkurrenten um Martin Fourcade und Johannes Thingnes Bø kritisierten nach Loginows WM-Titel 2020, dass er keine Interviews gebe und auf Fragen nicht auf Englisch antworte, obwohl er die Sprache verstehe. Der russische Sport-Express sah bei seiner Berichterstattung über die Winterspiele 2022 in Loginow „einen der Helden der Olympischen Spiele in Peking“ (russisch „один из героев Олимпиады в Пекине“) und begründete diese Einschätzung mit der erfolgreichen Weiterführung seiner Karriere nach der Dopingsperre.

## Statistiken

### Weltcupsiege
| Nr. | Datum         | Ort          | Disziplin |
| --- | ------------- | ------------ | --------- |
| 1.  | 11. Jan. 2019 | Oberhof      | Sprint    |
| 2.  | 15. Feb. 2020 | Antholz (WM) | Sprint    |
| 3.  | 22. Jan. 2021 | Antholz      | Einzel    |
| 4.  | 7. Jan. 2022  | Oberhof      | Sprint    |

| Nr. | Datum         | Ort        | Disziplin      |
| --- | ------------- | ---------- | -------------- |
| 1.  | 13. Jan. 2019 | Oberhof    | Staffel 1      |
| 2.  | 10. Jan. 2021 | Oberhof    | Mixedstaffel 2 |
| 3.  | 15. Jan. 2022 | Ruhpolding | Staffel 3      |

### Weltcupplatzierungen
Die Tabelle zeigt alle Platzierungen (je nach Austragungsjahr einschließlich Olympische Spiele und Weltmeisterschaften).
- 1.–3. Platz: Anzahl der Podiumsplatzierungen
- Top 10: Anzahl der Platzierungen unter den ersten zehn (einschließlich Podium)
- Punkteränge: Anzahl der Platzierungen innerhalb der Punkteränge (einschließlich Podium und Top 10)
- Starts: Anzahl gelaufener Rennen in der jeweiligen Disziplin
- Staffel: inklusive Mixed- und Single-Mixed-Staffeln

| Platzierung               | Einzel | Sprint | Verfolgung | Massenstart | Staffel | Gesamt |
| ------------------------- | ------ | ------ | ---------- | ----------- | ------- | ------ |
| 1. Platz                  | 1      | 3      |            |             | 3       | 7      |
| 2. Platz                  |        | 2      | 3          |             | 2       | 7      |
| 3. Platz                  | 1      | 2      | 3          |             | 7       | 13     |
| Top 10                    | 6      | 16     | 14         | 4           | 29      | 69     |
| Punkteränge               | 11     | 40     | 33         | 17          | 29      | 130    |
| Starts                    | 16     | 51     | 39         | 20          | 32      | 158    |
| Stand: Saisonende 2021/22 |        |        |            |             |         |        |

### Weltcupwertungen

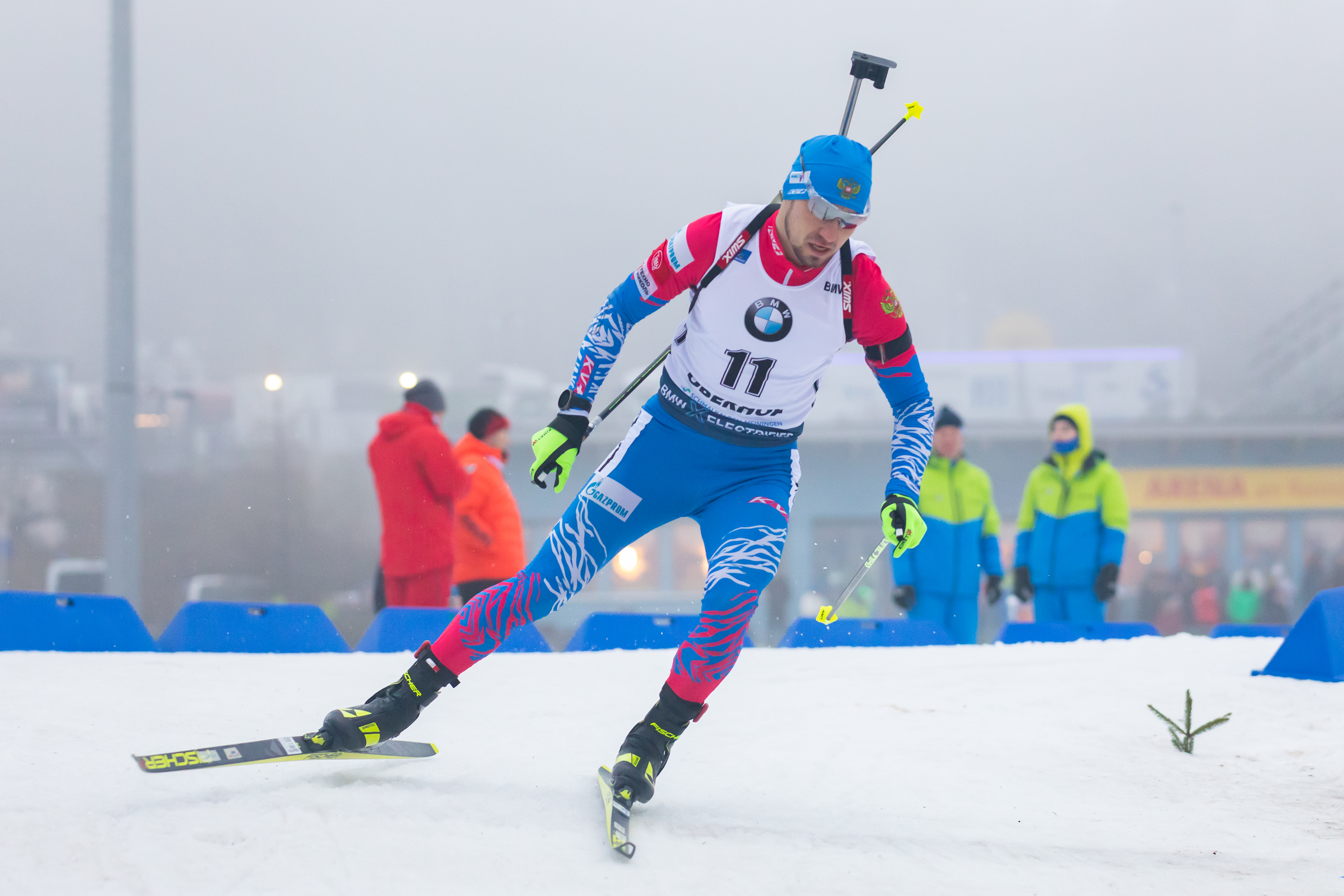
Loginow im Januar 2020 in Oberhof

Ergebnisse bei Biathlon-Weltcups (Disziplinen- und Gesamtweltcup) gemäß Punktesystem:
| Saison  | Einzel | Einzel | Sprint | Sprint | Verfolgung | Verfolgung | Massenstart | Massenstart | Gesamt | Gesamt |
| Saison  | Platz  | Punkte | Platz  | Punkte | Platz      | Punkte     | Platz       | Punkte      | Platz  | Punkte |
| ------- | ------ | ------ | ------ | ------ | ---------- | ---------- | ----------- | ----------- | ------ | ------ |
| 2012/13 | –      | –      | 46.    | 70     | 46.        | 48         | 35.         | 26          | 46.    | 144    |
| 2016/17 | –      | –      | 89.    | 3      | 75.        | 5          | –           | –           | 93.    | 8      |
| 2017/18 | 22.    | 32     | 27.    | 99     | 23.        | 111        | 20.         | 90          | 23.    | 332    |
| 2018/19 | 5.     | 87     | 2.     | 350    | 3.         | 305        | 10.         | 137         | 2.     | 854    |
| 2019/20 | 8.     | 83     | 6.     | 274    | 5.         | 197        | 24.         | 75          | 7.     | 629    |
| 2020/21 | 3.     | 91     | 22.    | 160    | 19.        | 142        | 20.         | 85          | 16.    | 545    |
| 2021/22 | 20.    | 36     | 11.    | 200    | 13.        | 151        | 32.         | 26          | 17.    | 413    |

### Olympische Winterspiele
Ergebnisse bei Olympischen Winterspielen:
|                                         | Einzelwettbewerbe | Einzelwettbewerbe | Einzelwettbewerbe | Einzelwettbewerbe | Staffelwettbewerbe | Staffelwettbewerbe |
| Einzel                                  | Sprint            | Verfolgung        | Massenstart       | Männerstaffel     | Mixedstaffel       |                    |
| --------------------------------------- | ----------------- | ----------------- | ----------------- | ----------------- | ------------------ | ------------------ |
| Olympische Winterspiele 2014 \| Sotschi | DSQ               | –                 | –                 | –                 | –                  | –                  |
| Olympische Winterspiele 2022 \| Peking  | 10.               | 38.               | 27.               | 15.               | 3.                 | 3.                 |

### Weltmeisterschaften
Ergebnisse bei Weltmeisterschaften:
| Weltmeisterschaften | Weltmeisterschaften | Einzelwettbewerbe | Einzelwettbewerbe | Einzelwettbewerbe | Einzelwettbewerbe | Staffelwettbewerbe | Staffelwettbewerbe | Staffelwettbewerbe |
| Jahr                | Ort                 | Einzel            | Sprint            | Verfolgung        | Massenstart       | Männerstaffel      | Mixedstaffel       | S.-M.-Staffel      |
| ------------------- | ------------------- | ----------------- | ----------------- | ----------------- | ----------------- | ------------------ | ------------------ | ------------------ |
| 2017                | Hochfilzen          | 72.               | –                 | –                 | –                 | –                  | 3.                 | N/A                |
| 2019                | Östersund           | 14.               | 2.                | 14.               | 4.                | 3.                 | 4.                 | –                  |
| 2020                | Antholz             | 15.               | 1.                | 3.                | – (DNS)           | 4.                 | 6.                 | –                  |
| 2021                | Pokljuka            | 30.               | 25.               | 15.               | 9.                | 3.                 | 9.                 | –                  |

### Jugend-/Juniorenweltmeisterschaften

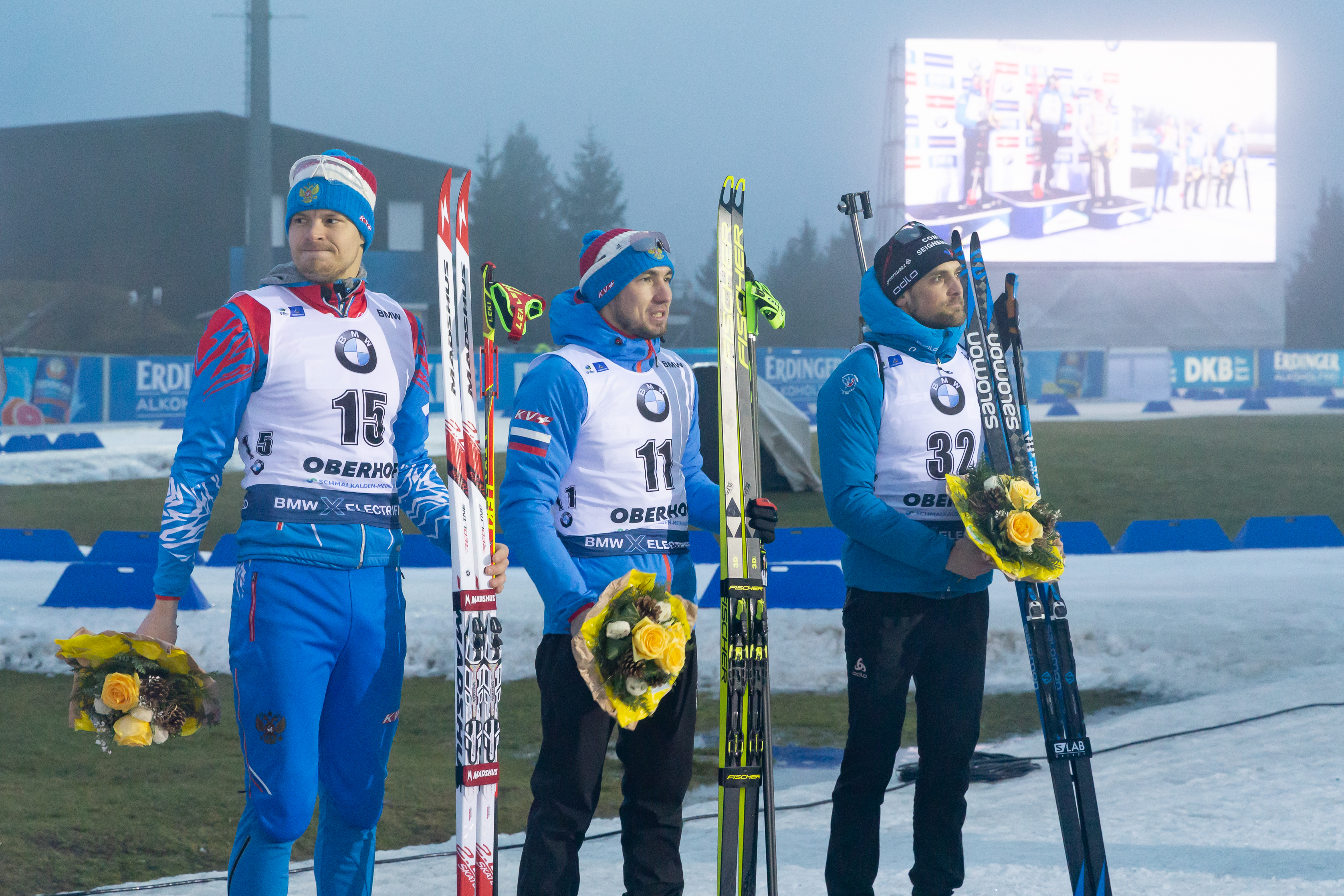
Loginow (Mitte) neben Matwei Jelissejew und Simon Desthieux bei der Siegerehrung zum Sprint, 2020 in Oberhof

Loginow nahm bis 2011 an den Jugend-, ab 2012 an den Juniorenwettkämpfen teil.
| Weltmeisterschaften | Weltmeisterschaften | Einzelwettbewerbe | Einzelwettbewerbe | Einzelwettbewerbe | Männerstaffel |
| Jahr                | Ort                 | Einzel            | Sprint            | Verfolgung        | Männerstaffel |
| ------------------- | ------------------- | ----------------- | ----------------- | ----------------- | ------------- |
| 2010                | Torsby              | –                 | 5.                | 4.                | 1.            |
| 2011                | Nové Město          | 9.                | 3.                | 3.                | 1.            |
| 2012                | Kontiolahti         | 3.                | 6.                | 3.                | DSQ           |
| 2013                | Obertilliach        | 1.                | 1.                | 3.                | 3.            |

### IBU-Cup-Siege
| Nr. | Datum         | Ort                 | Disziplin      |
| --- | ------------- | ------------------- | -------------- |
| 1.  | 7. Jan. 2017  | Martell             | Sprint         |
| 2.  | 8. Jan. 2017  | Martell             | Verfolgung     |
| 3.  | 14. Jan. 2017 | Arber               | Einzel         |
| 4.  | 25. Jan. 2017 | Duszniki-Zdrój (EM) | Einzel         |
| 5.  | 28. Jan. 2017 | Duszniki-Zdrój (EM) | Verfolgung     |
| 6.  | 29. Jan. 2017 | Duszniki-Zdrój (EM) | Mixedstaffel 1 |
| 7.  | 5. März 2017  | Kontiolahti         | Verfolgung     |
| 8.  | 9. März 2017  | Otepää              | Sprint         |
| 9.  | 11. März 2017 | Otepää              | Sprint         |
| 10. | 27. Jan. 2018 | Ridnaun (EM)        | Verfolgung     |
| 11. | 2. Feb. 2018  | Martell             | Sprint         |
| 12. | 3. Feb. 2018  | Martell             | Verfolgung     |
| 13. | 11. März 2018 | Uwat                | Sprint         |
| 14. | 17. März 2018 | Chanty-Mansijsk     | Verfolgung     |

## Einzelbelege
1. ↑  Porträt auf 24smi.org. Abgerufen am 19. Juli 2020.
2. ↑  dpa: Alte Proben überführen Biathleten. In: Sächsische Zeitung. 12. Januar 2015.
3. ↑  IBU zieht Loginow und Co. weiter aus dem Verkehr. (Memento vom 12. Juli 2015 im Internet Archive) handelsblatt.com
4. ↑  Biathlon-WM in Hochfilzen: Streit zwischen Martin Fourcade und Russland eskaliert auf eurosport.de, abgerufen am 15. Januar 2019.
5. ↑  Anne Armbrecht: Alexander Loginow verzichtet auf Massenstart-Teilnahme auf spiegel.de. 23. Februar 2020.
6. ↑  Profil von Alexander Loginow auf realbiathlon.com. Die genannten Zahlen basieren auf allen Wettkampfteilnahmen (inklusive Staffeln) auf Weltebene in den Saisons 2019/20 und 2021/22.
7. ↑  Biathlon-Weltcup ohne russische und belarussische Athleten auf sportnews.bz. 17. September 2022. Abgerufen am 5. April 2023.
8. ↑  Julija Sidorowa: «Вопросы по здоровью решить не удалось». Логинов досрочно завершил сезон или карьеру? auf championat.com. 11. März 2023. Abgerufen am 5. April 2023.
9. ↑  Michail Kusnezow: Александр Логинов: «Не верю, что верну свои лучшие кондиции» auf sport-express.ru. 17. Dezember 2023. Abgerufen am 7. April 2024.
10. ↑  Колотов победил в гонке преследования на чемпионате России, Логинов и Латыпов — в тройке auf sport-express.ru. 26. März 2024. Abgerufen am 7. April 2024.
11. ↑  Ignat Sasdrawin: Команда Логинова и Гараничева выиграла эстафету на чемпионате России в Тюмени auf sport-express.ru. 31. März 2024. Abgerufen am 7. April 2024.
12. ↑  Tatjana Postnikowa: Логинов взял медаль через три месяца после серьёзной травмы. Вот это сила воли! auf championat.com. 29. November 2024. Abgerufen am 25. April 2025.
13. ↑  Jegor Sergejew: Логинов забрал золото в отсутствие лидеров. Не помешали даже три промаха на огневых рубежах auf sport-express.ru. 12. Dezember 2024. Abgerufen am 25. April 2025.
14. ↑  Логинов одержал победу в спринте на этапе Кубка Содружества в Мурманске auf news.sportbox.ru. 4. April 2025. Abgerufen am 25. April 2025.
15. 1 2 3  Galina Glasko: Биография Александра Логинова: от допингового скандала до богатого спонсора auf sport-express.ru. 18. Februar 2022. Abgerufen am 9. April 2022.
16. 1 2  Persönliches Drama erschüttert den Antholz-Weltmeister auf sportnews.bz. 2. Mai 2021. Abgerufen am 9. April 2022.
17. ↑  TASS: У чемпиона мира по биатлону Логинова умер отец auf tass.ru. 10. Januar 2021.
18. ↑  От ненависти соперников до триумфа: взлеты и падения Александра Логинова auf sportkp.ru. 28. Dezember 2021. Abgerufen am 9. April 2022.
19. ↑  Marija Welitschko: У Александра Логинова родилась дочь auf sports.ru. 14. Oktober 2019. Abgerufen am 9. April 2022.
20. 1 2  Jürgen Kemmner: Warum kaum einer Weltmeister Alexander Loginow mag auf stuttgarter-nachrichten.de. 16. Februar 2020. Abgerufen am 9. April 2022.

1974: Juhani Suutarinen |
1975: Nikolai Kruglow |
1976: Alexander Tichonow |
1977: Alexander Tichonow |
1978: Frank Ullrich |
1979: Frank Ullrich |
1981: Frank Ullrich |
1982: Eirik Kvalfoss |
1983: Eirik Kvalfoss |
1985: Frank-Peter Roetsch |
1986: Waleri Medwedzew |
1987: Frank-Peter Roetsch |
1989: Frank Luck |
1990: Mark Kirchner |
1991: Mark Kirchner |
1993: Mark Kirchner |
1995: Patrice Bailly-Salins |
1996: Wladimir Dratschow |
1997: Wilfried Pallhuber |
1999: Frank Luck |
2000: Frode Andresen |
2001: Pawel Rostowzew |
2003: Ole Einar Bjørndalen |
2004: Raphaël Poirée |
2005: Ole Einar Bjørndalen |
2007: Ole Einar Bjørndalen |
2008: Maxim Tschudow |
2009: Ole Einar Bjørndalen |
2011: Arnd Peiffer |
2012: Martin Fourcade |
2013: Emil Hegle Svendsen |
2015: Johannes Thingnes Bø |
2016: Martin Fourcade |
2017: Benedikt Doll |
2019: Johannes Thingnes Bø |
2020: Alexander Loginow |
2021: Martin Ponsiluoma |
2023: Johannes Thingnes Bø |
2024: Sturla Holm Lægreid |
2025: Johannes Thingnes Bø
1994: Tor Espen Kristiansen |
1995: Igor Chochrjakow |
1996: Sergei Tarassow |
1997: Sergei Roschkow |
1998: Sergei Roschkow |
1999: Sergei Konowalow |
2000: Zdeněk Vítek |
2001: Günther Beck |
2002: Andrij Derysemlja |
2003: Oleksandr Bilanenko |
2004: Tomasz Sikora |
2005: Carsten Pump |
2006: Alexander Os |
2007: Egil Gjelland |
2008: Tomasz Sikora |
2009: Wiktor Wassiljew |
2010: Christoph Knie |
2011: Artem Pryma |
2012: Daniel Böhm |
2013: Serhij Semenow |
2014: Andrejs Rastorgujevs |
2015: Alexei Wolkow |
2017: Alexander Loginow |
2018: Felix Leitner |
2019: Krassimir Anew |
2021: Erlend Bjøntegaard |
2022: Sverre Dahlen Aspenes |
2023: Endre Strømsheim |
2024: Vebjørn Sørum |
2025: Isak Frey
1998: Gunar Bretschneider |
2000: Tomasz Sikora |
2001: Vincent Defrasne |
2002: Oļegs Maļuhins |
2003: Andrij Derysemlja |
2004: Tomasz Sikora |
2005: Andrij Derysemlja |
2006: Sjarhej Nowikau |
2007: Tomasz Sikora |
2008: Sergei Konowalow |
2009: Daniel Böhm |
2010–2012: Alexei Wolkow |
2013: Benedikt Doll |
2014: Maxim Zwetkow |
2015: Alexei Slepow |
2016: Anton Babikow |
2017–2018: Alexander Loginow |
2019: Tarjei Bø |
2020: Sergei Botscharnikow |
2021: Artem Pryma |
2022: Sverre Dahlen Aspenes |
2023: Vebjørn Sørum |
2024: Isak Frey |
2025: Patrick Braunhofer
2016: Sagoruiko, Jakuschowa, Jelissejew, Garanitschew (RUS) |
2017: Starych, Slepzowa, Wolkow, Loginow (RUS) |
2018: Schurawok, Warwynez, Pryma, Pidrutschnyj (UKR) |
2019: E. Nilsson, Brorsson, Ponsiluoma, Samuelsson (SWE) |
2020: Wa. Semerenko, Dschyma, Pryma, Pidrutschnyj (UKR) |
2021: Kalkenberg, Skrede, Bjøntegaard, S. Bakken (NOR) |
2022: Bjøntegaard, Dale, Enodd, R. Femsteinevik (NOR) |
2023: Kirkeeide, Erdal, Bjøntegaard, Sørum (NOR) |
2024: Frey, Botn, Lien, Kirkeeide (NOR)
| Personendaten    | Personendaten                                                          |
| ---------------- | ---------------------------------------------------------------------- |
| NAME             | Loginow, Alexander Wiktorowitsch                                       |
| ALTERNATIVNAMEN  | Логинов, Александр Викторович (russisch); Loginov, Alexandr (englisch) |
| KURZBESCHREIBUNG | russischer Biathlet                                                    |
| GEBURTSDATUM     | 31. Januar 1992                                                        |
| GEBURTSORT       | Saratow, Russland                                                      |